# Ignacio Ambriz
Marcos Ignacio „Nacho” Ambriz Espinoza (ur. 7 lutego 1965 w mieście  Meksyk) – meksykański piłkarz występujący na pozycji środkowego obrońcy, trener piłkarski.
Ambriz urodził się w stołecznym mieście Meksyk i jest wychowankiem tamtejszego zespołu Club Necaxa, gdzie spędził większość swojej piłkarskiej kariery. W najwyższej klasie rozgrywkowej zadebiutował już w rozgrywkach 1983/1984, jednak trzy lata później odszedł do drugiej ligi meksykańskiej, gdzie reprezentował barwy Petroleros de Salamanca i Club León. Latem 1989 powrócił do Necaxy, gdzie z powodzeniem grał przez następne siedem sezonów. Wówczas odniósł z zespołem największe sukcesy w swojej karierze, takie jak mistrzostwa Meksyku w rozgrywkach 1994/1995 i 1995/1996, czy puchar kraju w 1995 roku. Później zanotował jeszcze krótkie epizody w Atlante, Puebli i Celayi, z którymi nie odniósł jednak większych sukcesów. W latach 1999–2001 po raz trzeci był piłkarzem Necaxy, prowadzonej wówczas przez szkoleniowca Raúla Ariasa. Znacznie pomógł zespołowi w zdobyciu Pucharu Mistrzów CONCACAF w roku 1999 oraz zajęciu trzeciego miejsca na Klubowych Mistrzostwach Świata rok później, po pokonaniu po serii rzutów karnych hiszpańskiego Realu Madryt. Profesjonalną, trwającą osiemnaście lat karierę piłkarską (z czego ponad jedenaście spędzonych w Necaxie) zakończył w 2001 roku.
W 1985 roku Ambriz wystąpił we wszystkich czterech meczach reprezentacji Meksyku U–20 na Młodzieżowych Mistrzostwach Świata w ZSRR. Meksykanie odpadli na radzieckich boiskach zaraz po wyjściu z grupy, w ćwierćfinale. Obrońca Necaxy zdobył bramkę z rzutu karnego w wygranym 3:1 meczu fazy grupowej z Chinami. W seniorskiej kadrze narodowej występował w latach 1992–1995, będąc podstawowym piłkarzem zespołu i zdobywając dla niego sześć goli w 64 spotkaniach. Za kadencji selekcjonera Miguela Mejíi Baróna był jednym z najważniejszych graczy reprezentacji, występując z nią w kilku turniejach międzynarodowych. Na Copa América 1993 doszedł z Meksykiem do finału, w tym samym roku zwyciężył w Złotym Pucharze CONCACAF, na Mistrzostwach Świata 1994 w USA odpadł w 1/8 finału, rok później zajął trzecie miejsce w Pucharze Konfederacji, natomiast na Copa América 1995 zakończył swój udział na ćwierćfinale.
Karierę trenerską Ambriz rozpoczął w sezonie Clausura 2003, kiedy to w siedmiu meczach poprowadził swój były klub, Puebla FC. Niedługo potem został asystentem swojego rodaka, trenera Javiera Aguirre, w hiszpańskiej Osasunie. Obydwu szkoleniowcom udało się dotrzeć do finału Pucharu Króla w 2005 roku, natomiast w rozgrywkach 2005/2006 zajęli z Osasuną czwarte miejsce w hiszpańskiej Primera División, najwyższe w historii klubu. Przed sezonem 2006/2007 rozpoczął pracę w Atlético Madryt, także pełniąc funkcję pomocnika Aguirre. Po niemal trzech latach pracy Aguirre został zwolniony, a Ambriz razem z nim odszedł z zespołu Atlético, powrócił do ojczyzny i objął drużynę San Luis FC. Podczas dwuletniego pobytu w San Luis nie osiągnął z drużyną większych sukcesów w lidze, niemniej jednak dwukrotnie poprowadził ją w rozgrywkach Copa Libertadores – w 2010 roku odpadł w 1/8 finału, natomiast w roku 2011 zakończył swój udział w turnieju już w fazie grupowej. Wiosną 2012 zastąpił Fernando Quirarte na stanowisku szkoleniowca jednej z najbardziej utytułowanych ekip w Meksyku, Chivas de Guadalajara. Został zwolniony po trzech miesiącach pracy z powodu słabych wyników – jego piłkarze zanotowali pięć zwycięstw, cztery remisy i dziewięć porażek.